# Dioses Olímpicos (DC Comics)
Los Dioses Olímpicos (Olympian Gods en inglés) son personajes basados en la mitología griega que aparecen principalmente en los cómics Wonder Woman, Captain Marvel y Aquaman.

## Historia

### Nueva era
Cuando una onda de Dios se derramó desde la creación del Cuarto Mundo, la Tierra fue sembrada con gran poder. Primero se manifestó en forma de dioses antiguos, luego de metahumanos. Algunos de los dioses más antiguos fueron escondidos del universo hasta la época de la antigua Grecia por la hechicera Hécate. Hécate razonó que los dioses olímpicos (como se los llamaría finalmente) se debilitaron grandemente después de usurpar el poder de su padre Cronos y los Titanes del mito. Temía que otros dioses poderosos en el universo (especialmente Darkseid de Apokolips) pudieran apoderarse de la Tierra. Debido al hechizo de Hécate, Darkseid erróneamente creyó que él y los otros Nuevos Dioses eran anteriores a los Olímpicos.
Un día, las jóvenes Uxas de Apokolips llegaron a Roma. Allí difundió cuentos de los grandes dioses olímpicos. Sus seguidores crecieron enormemente en Roma y entonces crearon avatares de ellos mismos; fueron adorados bajo diferentes nombres. Uxas sabía que cada mitad del panteón sería menos poderosa que los dioses originales. Más tarde, como el dios Darkseid, Uxas usaría este conocimiento para aplastar a Zeus.
Hace siglos, una discusión entre Afrodita y Ares llevó a la creación de las Amazonas, que han sido guiadas y protegidas por las diosas desde entonces. Los esquemas recientes de Ares para destruir a las Amazonas y sus compañeros dioses llevaron a elegir a un campeón Amazona. Esta campeona fue la Princesa Diana, hija de la Reina Hippolyta, a quien Hermes escoltó a Man's World. Allí la llamaron Mujer Maravilla. Hefesto forjó el Lazo de la Verdad dorado de la Mujer Maravilla de la faja de la diosa de la tierra Gaea, y sus brazaletes de plata que formó a partir de la astillada Égida de Zeus. Mientras que los dioses olímpicos eran sus patrocinadores, otros dioses eran sus enemigos. Ares y su progenie, Deimos y Phobos, rápidamente se dispusieron a desafiar a la princesa en su búsqueda. Phobos creó la criatura Decay del "corazón de la Gorgona", que Diana derrotó rápidamente. Mientras tanto, Deimos reclutó humanos en lados opuestos, incitándolos a la guerra.
Sin embargo, la hija de Ares, Harmonía, eligió ayudar a Diana. Ella le dio un poderoso amuleto con el poder de transportar a través de las dimensiones. Diana mató a Deimos con su tiara afilada, y de él adquirió la otra mitad del amuleto de Harmonia. Finalmente, Ares intervino para reclamar el talismán, pero Diana lo ató con su lazo de verdad. Se dio cuenta de que permitir a los humanos la guerra no le dejaría ningún reino para gobernar. En su defecto, Ares declaró que ya no jugaría con los asuntos del hombre, y también le prohibió a sus descendientes aparecer en la Tierra. Él también tomó el amuleto y todo el poder que se había acumulado allí.
Al derrotar a Ares, Diana resultó gravemente herida. Los dioses estaban tan complacidos con ella que la llevaron al mar y la sanaron. Entonces, Hermes le dio sus sandalias aladas que le permitirían viajar libremente entre Themyscira y Man's World. En algún momento, el dios Pan fue asesinado y reemplazado por un androide Manhunter. Fue este impostor quien comenzó una disputa entre los dioses. La disputa comenzó cuando Zeus dirigió una mirada amorosa hacia Diana, ofreciéndola para hacerla una diosa si participaba en "compartir la carne al máximo". Cuando Diana y su madre se opusieron al gran dios, él se enojó y castigó a Diana. Tendría que completar una tarea para cada uno de los dioses, que culminaría en la derrota de los monstruos más allá de "Doom's Doorway". Esta puerta fue la carga de la Amazona durante milenios y si Diana no tenía éxito, las amazonas serían destruidas.
Diana tuvo éxito en sus pruebas, derrotando a numerosos monstruos como Echidna, la Quimera, el Cíclope, la Hidra, las Harpías y el Minotauro. Finalmente, los huesos de Pan se descubrieron en el Olimpo, pero ya era demasiado tarde para salvar a Diana de sus labores. Junto con su madre, Diana sí destruyó a los demonios debajo de Themyscira con la ayuda del amuleto de Harmonía (estos demonios fueron canalizados a Ares). Diana también liberó a Heracles, que había soportado el peso de Themyscira durante eones mientras estaba aprisionado en forma de piedra y había sido marcado por varios monstruos. Heracles fue aceptado en el Olimpo.
Poco después, los dioses se escondieron para una conferencia. En este momento, Darkseid atacó el Olimpo. Sin embargo, el dios oscuro cesó las hostilidades tan pronto como se dio cuenta de que el lugar estaba desierto. Cuando los dioses regresaron, decidieron destruir el Monte Olimpo y emprender una "migración cósmica" hacia las estrellas. Sobre las objeciones de Hermes, dieron varios pasos. Primero, los tres hermanos mayores hicieron un nuevo pacto para reemplazar el pacto original que dividió a la Tierra entre ellos. Luego, combinaron la voluntad de todos los dioses (menos Ares) y la fuerza de la plegaria Amazona, y usaron las pulseras de Diana para amplificar ese poder. (Las pulseras son todo lo que quedaba del Aegis de Zeus, esta Aegis se hizo de la piel de Amalthea, la cabra que lo crio). Por lo tanto, la antigua casa fue demolida y se creó el Nuevo Olimpo. Para establecer adecuadamente este nuevo hogar, era necesario que los Dioses se aislaran indefinidamente.
Hermes desertó de sus hermanos y no se uniría a la migración. Ya se había involucrado en Man's World al detener a la diosa malvada Circe. Hermes eligió permanecer en la Tierra y se unió a Diana en su misión.

### Guerras de los dioses
Phobos regresó junto a su hermana Eris en alianza con Circe. Circe había acumulado un gran poder al reunir dioses de varios panteones. Entre ellos se encontraban los dioses romanos, que desafiaron a los olímpicos por su dominio. Tomó mucha fuerza para Zeus convocar a Hermes y Diana al Nuevo Olimpo, donde los dioses habían quedado atrapados. Los héroes de la Tierra pudieron cambiar la situación contra Circe, pero tres dioses murieron: Circe mató a Hermes; Harmonia fue asesinada por su hermana Eris; y Eris misma fue asesinada por Hijo de Vulcano. Zeus y los atletas olímpicos decidieron seguir el llamado de Cronus y los Titanes para ayudar a guiar otros mundos en el universo. El nuevo Olimpo quedó en manos de los dioses romanos.
Por razones inexplicables, Heracles llegó a un acuerdo con un hombre mortal, Harold Campion, por el cual los dos intercambiarían lugares (la Tierra por el Olimpo). Heracles usó el espejo de Circe para ocultar su identidad y aventuró bajo el nombre de Campeón. Le lanzó un hechizo de amor a Diana y la acompañó durante un tiempo, hasta que Diana descubrió su verdadera identidad.
En la ausencia de los dioses, las Amazonas comenzaron a volver a la arcilla. Para justificar el regreso de los olímpicos a la Tierra, Zeus convocó a Diana y a varios de sus amigos para testificar ante él. Sin embargo, fue Hippolyta quien inclinó la balanza. Ella jugó una carta secreta que los ayudó mucho. (En verdad, ella simplemente le recordó a Ares que antes de su reencarnación, Hipólita había sido la hija de Ares, y por lo tanto la nieta de Zeus). En este momento, Zeus también le otorgó fuerza y vuelo a Cassie Sandsmark. Pronto, Highfather de los Nuevos Dioses convocó a Zeus y Heracles para luchar una vez más con Darkseid. Con este fin, Zeus, Odin, Ares, Jove y Highfather se fusionaron en un ser y entraron en La Fuente. Cuando fue expulsado, Zeus resultó gravemente herido y permaneció unido a Jove. Heracles regresó con él al Olimpo.
Su mejor campeona, la princesa Diana, pronto perdió la vida contra el demonio, Neron. Hera (que ahora preside el Olimpo) transfiguró a Diana en una diosa de la verdad y le dio la bienvenida a vivir con los dioses. Dijeron a Diana que no podía interferir con la vida cotidiana de los mortales, a menos que le rezaran. Hera se sienta en el trono; Diana amonestó Los dioses compartieron el secreto de su división con Diana y decidieron reunir sus esencias con las de sus homólogos romanos. No se podía evitar que Diana interfiriera en el mundo de los mortales, por lo que fue desterrada a la Tierra. Pronto también fue despojada de su inmortalidad.
El padre de Zeus, Cronus regresó con un ejército de nuevos Titanes: Arch, Desdén, Harrier, Oblivion, Slaughter y Titan. Su poder había crecido desde la fe de un culto en la Tierra. Los Titanes anunciaron la venida de Crono. Crono buscó capturar todo el poder de la Onda de Dios. Comenzó derrotando a los olímpicos y arrojando a Zeus a la Tierra. Luego conquistó el panteón hindú y se dirigió al cielo. Pero Mujer Maravilla liberó a los olímpicos y se unió a los hindúes y Pax Dei (anfitrión celestial). Diana derrotó a Crono pero el dios aún logró tocar el poder de la Fuente. Al hacerlo, obtuvo una claridad perfecta. Humillado, regresó a la madre Gea. Después, Zeus formó una alianza con los otros panteones. De hecho, Zeus pronto se le apareció a Superman con varios aliados bajo el lema de I.D.C.A.P. (Consejo de Deidad Interreligioso de Politeísta Activa).
La fusión de los panteones griegos y romanos no encajó bien con la diosa romana Diana. Ella aceptó una oferta de poder del viejo "Dios destrozado", se separó de Artemisa y traicionó a los olímpicos. Diana murió en la batalla con Wonder Woman cuando fue aplastada por una estatua de Zeus. Los Olímpicos estaban incapacitados, pero la Mujer Maravilla finalmente encontró la manera de despertarlos a tiempo para atacar decisivamente al Dios Destrozado.

### Fusión de panteones
Con la aparición de las Amazonas Bana-Mighdall, los olímpicos se enfrentaron a una nueva perspectiva. Aunque devotas amazonas, estos nuevos ciudadanos de Themyscira no adoran a los dioses griegos. Renunciando a ellos hace milenios, la tribu adora una combinación de deidades egipcias y del Medio Oriente. Los dioses centrales adorados por las amazonas del desierto son: Isis (sabiduría y magia), Mammitu (portadora del juicio), Bastet (naturaleza y femenino) y Neith (figura materna y protección). Estos dioses siguieron a las Amazonas de Bana-Mighdall hasta Themyscira, donde continuaron siendo adorados. Enfrentando la situación con las manos atadas, ambos panteones acordaron integrarse entre sí para el beneficio de su gente. Aunque estos nuevos dioses no residen en el Olimpo, se los trata con diplomacia cuando se los llama a ayudar a las amazonas en un papel unido y piadoso. A pesar de que los dioses mencionaron ser parte del círculo interno de deidades en el sistema de creencias de Bana, se ha demostrado que los dioses menos importantes también son parte de su panteón piadoso, como Sekhmet (dios de la guerra), Thoth (su único dios masculino conocido) y posiblemente Ishtar (diosa del amor). Los dioses de Bana-Mighdall demostraron su lealtad a los olímpicos ayudando a los dioses griegos en la batalla cuando los dioses de la guerra Sekhmet y Ares idearon un golpe en el Olimpo.

### Revolución
Durante milenios, la diosa Atenea esperó pacientemente la oportunidad de demostrar que era merecedora de la corona del Olimpo. A medida que la sociedad de la Tierra se desarrolló, la diosa del conocimiento creció en poder y astucia, y finalmente desafió a su padre Zeus por el trono. Para ganar este desafío, Atenea envió a buscar a su campeona, Mujer Maravilla, para enfrentar a Zeus - Briareos de los Hecatónquireos. Aunque todavía estaba ciega, Diana fue ayudada por el Pegaso alado, pero aparentemente cayó en manos de Briareos. Sin que Zeus lo supiera, este fue un truco jugado por Atenea y Diana para demostrarle a Zeus que Zeus no tenía compasión y que no era un digno gobernante. Athena aceptó renunciar si Zeus le perdonaría la vida a Diana, pero él la negó, demostrando su indignidad. Esto llevó a las otras diosas a entregar la cabeza de Medusa a Diana, que usó para convertir a Briareos en piedra. Finalmente, Atenea tomó el trono, pero Zeus inmediatamente comenzó a planear un golpe con sus hermanos en Tártaro.
Athena inmediatamente puso a Diana en una búsqueda en el reino de Hades para liberar al dios Hermes. Descendió bajo Doom's Doorway con Wonder Girl (Cassandra Sandsmark) y Ferdinand el Minotauro y se enfrentó a la alianza de Zeus. Irónicamente, podría no haber tenido éxito si no hubiera sido por las maquinaciones de su constante némesis, Ares. Ares actuó como agente doble y ganó la confianza de Zeus, pero cuando surgió la oportunidad, mató a su tío Hades y asumió el control del inframundo. Diana luego usó el caduceo de Hermes para revivirlo. De vuelta en el Olimpo, Zeus pidió el perdón de Atenea, que ella le concedió. Atenea también restauró la visión de Diana, pero la ató a la suya.
Fue en esta búsqueda que Cassandra Sandsmark finalmente se enteró de sus propios orígenes piadosos. Su madre había yacido con Zeus, pero Helena Sandsmark le prohibió a Diana o a cualquiera revelarle la verdad a Cassie.
No mucho después de esto, Athena sintió un destino oscuro para los dioses en medio de las maquinaciones cósmicas de Alexander Luthor. En la crisis creada por su caos, Diana se vio obligada a matar a Maxwell Lord e incurrió en la ira del público mundial. El gobierno de EE. UU. Respondió movilizándose contra Themyscira, y Diana se dio cuenta de que mientras ella fuera un objetivo, las amazonas nunca estarían a salvo. Diana oró a los dioses para llevar a las amazonas a un lugar seguro, pero obtuvo más de lo que esperaba. En el Olimpo, ella se declaró en contra de la decisión de Atenea de eliminar a los dioses de los asuntos de la Tierra. A pesar de todo, los dioses se fueron, dejando a Diana sin familia y sin fe.
Aquaman también tuvo altercados con las deidades del mar olímpico. Poseidón había renunciado por mucho tiempo al título de Rey del Mar a Orin de la Atlántida, pero cuando los súbditos de Aquaman perdieron la fe en él, Poseidón arregló un desafío con su hijo Tritón. Aquaman superó a Tritón y el dios cayó en desgracia con su padre. Enfadado, Tritón mató a Poseidón y reclamó su poder. Aquaman liberó a Poseidón apelando a Lord Hades, y cuando regresaron de la muerte, Poseidón mató a su hijo por turno. Disgustado con los asuntos mortales, Poseidón legó su tridente a Aquaman. Aquaman de alguna manera perdió el Tridente, como se vio por última vez con la Reina Clea.

### Otros Seres Antiguos
La Mujer Maravilla también conoció a Lamia del mito, quien se acostó con Zeus y dio a luz a sus hijos. Hera la transformó en una criatura parecida a una serpiente y mató a sus hijos. Ella ahora acecha en las alcantarillas estadounidenses, actuando como una cuidadora benevolente para niños con problemas. Intentó suicidarse utilizando el lazo de Diana (que le robó a su joven amigo Sneaker), pero Diana la detuvo y Lamia desapareció junto con Sneaker, con quien había desarrollado una relación de madre e hija.
Más tarde, Wonder Girl también se encontró con Empousai llamado "Lamiai". Lamiai mordió a Cassie pero retrocedió cuando descubrió que tenía sangre de dios. Antes de que ella pudiera revelar el padre de Cassie, ella fue asesinada por Ares. El hermano de Lamiai, Mormolykeia también luchó contra Fernando el Minotauro durante esta misión.

## Miembros
| Miembro   | Primera aparición                            | Descripción |
| --------- | -------------------------------------------- | --- |
| Afrodita  | All-Star Comics #8 (diciembre de 1941)       | Afrodita es la diosa del amor, la intimidad carnal y las emociones. En la década de 1940, Afrodita era la diosa patrona de la Mujer Maravilla. Más tarde, Atenea se unió a ella como principal patrocinadora de Diana. Después de la Crisis, Afrodita se unió a Atenea, Artemis, Hestia, Demeter y Hermes como patrocinadoras de la Mujer Maravilla, aunque con mucha frecuencia se abstuvo de interactuar con las amazonas. Después de la Crisis, el papel de Afrodita se minimizó severamente, apareciendo como una hermosa mujer desnuda sin rostro. Después del renacimiento, Afrodita apareció como un aliado de la Mujer Maravilla en forma de paloma. Se desconoce si Afrodita continúa sirviendo como patrona de las amazonas. |
| Apollo    | Wonder Woman #3 (febrero-marzo de 1943)      | Apolo es el dios del sol, la música, la poesía, los oráculos, la curación y la medicina, y hermano gemelo de Artemisa. En los Nuevos 52, Apollo buscó reclamar el trono de Olympus después de que Zeus había desaparecido. Finalmente fue asesinado por el Primer Nacido, aunque desde entonces ha regresado. Después del Renacimiento, Apolo tomó la forma de un ratón y ayudó a la Mujer Maravilla con varios otros dioses. |
| Ares      | National Comics #1 (julio de 1940)           | Ares es el dios de la guerra, la violencia, la sed de sangre, el valor y la ferocidad, y es a menudo uno de los adversarios más mortíferos de la Mujer Maravilla. Originalmente fue por su nombre romano, Marte. |
| Artemisa  | Wonder Woman #3 (febrero-marzo de 1943)      | Artemisa es la diosa de la luna, caza, arquería, bosque y animales, y hermana gemela de Apolo. Después de la Crisis, ella era una de las diosas protectoras de la Mujer Maravilla. En los Nuevos 52, Artemisa era más antagónica, a menudo se unía a su hermano para luchar contra el Amazonas. Después del Renacimiento, Artemis ayudó a la Mujer Maravilla en la forma de un ciervo. |
| Atenea    | All-Star Comics #8 (diciembre de 1941)       | Atenea es la diosa de la sabiduría, la estrategia y la verdad. Cuando la reina Hipólita usa el suelo de Themyscira para crear a su hija, Atenea convirtió la arcilla en carne y le dio vida al niño; este tecnicismo significa que Wonder Woman tiene "dos madres". A menudo es representada como una de las principales deidades patronas de la Mujer Maravilla. Post-Renacimiento, Athena ayudó a la Mujer Maravilla en forma de búho. |
| Deimos    | Wonder Woman #183 (julio-agosto de 1969)     | Deimos es el dios del terror. En el universo posterior a la crisis, Deimos usó la manipulación para incitar a una tercera Guerra Mundial. Wonder Woman y sus aliados pusieron fin a la trama de Deimos, que resultó en su muerte. Más tarde fue resucitado por su hermano gemelo Fobos, aunque poseía el cuerpo del Joker. Después del renacimiento, Deimos apareció como un chico guapo y pomposo junto a su hermano gemelo Fobos, e intentó encontrar la ubicación de Themyscira para liberar a su padre Ares. |
| Deméter   | Wonder Woman #328 (diciembre de 1985)        | Deméter es la diosa de la agricultura, la cosecha, los cultivos y la fertilidad. Después de la Crisis, ella sirvió como una de las diosas protectoras de la Mujer Maravilla. En el Los nuevos 52, tenía la piel verde y se parecía a una Dríade. |
| Dioniso   | Wonder Woman #7 (agosto de 1987)             | Dioniso es el dios del vino, la fiesta, el éctasis y la diversión. Originalmente representado como un hombre con sobrepeso, Dionisio fue rediseñado en Los New 52 como un hombre más joven con características de zorro (incluyendo una cola). |
| Irene     | Wonder Woman #45 (diciembre de 2015)         | Irene es la diosa de la paz y la unión. En el Los Nuevos 52, Irene está locamente enamorada de Ares, ya que se siente completa y equilibrada con él. Pero si Ares no está presente, se vuelve extremadamente enojada, violenta y mentalmente inestable. |
| Eris      | Wonder Woman #183 (julio-agosto de 1969)     | Eris es la diosa del conflicto y la discordia. En el Los nuevos 52, Eris se conoce con el nombre de "Strife" y suele ser un gran enemiga para Wonder Woman. |
| Eros      | Wonder Woman #317 (octubre de 1984)          | Eros es el dios del deseo, la atracción y la lujuria. |
| Hades     | Wonder Woman #329 (febrero de 1986)          | Hades es el dios del inframundo, la muerte y la riqueza. Hades ocasionalmente ha sido antagónico hacia la Mujer Maravilla, como cuando tramó con Ares, Zeus y Poseidón para matar a la heroína en el Inframundo. |
| Harmonía  | Wonder Woman Vol.2 #1 (febrero de 1987)      | Harmonía es la diosa de la armonía y la concordia. Como hija de Ares y Afrodita, Harmonia era una diosa desfigurada y horrible. La Mujer Maravilla finalmente la curó de su fealdad. Más tarde, Harmonía fue asesinada por su hermano Phobos durante la Guerra de los Dioses. |
| Hécate    | Superman Family #218 (mayo de 1982)          | Hécate es la diosa de la magia, la hechicería, la brujería, la nigromancia, el conjuro y el encantamiento. Despreciado por los otros dioses, Hecate le dio poder a la bruja Circe, dándole increíbles habilidades mágicas. En el Los nuevos 52, Hecate es una bruja serpentina que es responsable de la creación de Donna Troy. |
| Hefesto   | Action Comics #267 (agosto de 1960)          | Hefesto es el dios de la construcción, la herrería, la metalurgia y la artesanía. Muchas de las armas y armaduras de Wonder Woman han sido fabricadas por Hefesto. En Los Nuevos 52, el espantoso Hefesto había tomado los amazonas masculinas abandonadas por las amazonas de Themyscira. |
| Hera      | Sea Devils #14 (noviembre-diciembre de 1963) | Hera es la Reina de los Dioses, diosa del matrimonio, el hogar, el parto, la crianza y la familia. Después de la Crisis, ella destruyó a Themyscira después de encontrar a Zeus mirando a Artemis de Bana-Mighdall. En Los Nuevos 52, Hera inicialmente parece antagónica, aunque después de que su inmortalidad y sus poderes son despojados de ella por Apollo, se une a Wonder Woman en su búsqueda para proteger al reencarnado Zeus. Después del Renacimiento, ella apareció como un pavo real y ayudó a la Mujer Maravilla junto a otros dioses. |
| Hércules  | All-Star Comics #8 (diciembre de 1941)       | Heracles, también conocido como Hércules, es el hijo de Zeus. Después de la Crisis, Hércules profanó a Hipólita y las Amazonas, lo que llevó a este último a abandonar el reino terrenal y fundar Themyscira. Hércules fue perdonado más tarde por Hippolyta y las amazonas. Mucho más tarde, Circe lo corrompió para unirse a sus fuerzas. |
| Hermes    | Action Comics #267 (agosto de 1960)          | Hermes es el Mensajero de los Dioses, y el dios del robo, la velocidad, el deporte, los viajes y el comercio. Después de la Crisis, Hermes fue uno de los primeros aliados de Wonder Woman. Finalmente fue asesinado por Circe durante la Guerra de los Dioses, pero Wonder Woman lo liberó mucho más tarde del Tártaro. En Los Nuevos 52, Hermes, como un pájaro, era un aliado cercano de la Mujer Maravilla y ayudó a proteger a Zeke, la reencarnación de Zeus. Después del renacimiento, Hermes tomó la forma de una tortuga y ayudó a la Mujer Maravilla junto a otros dioses. |
| Hestia    | Wonder Woman #1 (febrero de 1987)            | Hestia es la diosa del sacrificio, el ritual y la ceremonia. Después de la Crisis, Hestia era una de las diosas protectoras de la Mujer Maravilla. |
| Morfeo    | Wonder Woman #140 (agosto de 1963)           | Morpheus es el dios de los sueños, las fantasías y los deseos. |
| Némesis   | Wonder Woman #611 (julio de 2011)            | Némesis es la diosa de la venganza, la retribución y el castigo. |
| Nix       | Batwoman #13 (diciembre de 2012)             | Nyx es la diosa de la noche, las estrellas y la lumbrera. |
| Pan       | The Fury of Firestorm #5 (octubre de 1985)   | Pan es el dios del salvajismo, la libertad y las orgías. Después de la Crisis, Pan satírico se veía a menudo en el Monte Olimpo con los otros dioses. |
| Perséfone | Wonder Woman #5 (junio de 1987)              | Perséfone es la diosa de la primavera, las flores y la vegetación. Ella es la esposa de Hades. |
| Fobos     | Wonder Woman #183 (julio-agosto de 1969)     | Fobos es el dios del miedo. Después de Renacimiento, él es el hermano gemelo de Deimos y estaba tratando de liberar a Ares de su encarcelamiento en Themyscira. |
| Poseidón  | Flash Comics #9 (septiembre de 1940)         | Poseidón es el dios del mar, los terremotos y las tormentas. Después de la Crisis, Poseidón fue visto más frecuentemente como un aliado de la Mujer Maravilla, aunque finalmente se puso del lado de Zeus y Hades después de que Atenea se hizo cargo del Monte Olimpo. En Los Nuevos 52, la apariencia de Poseidón es mitad sapo azul y mitad pulpo. |
| Temis     | New Teen Titans #11 (agosto de 1985)         | Themis es la diosa del orden, la ley, la igualdad, la equidad, las costumbres y la justicia. |
| Tritón    | Aquaman Annual #1 (1995)                     | Tritón es el Mensajero del Mar, dios de las profundidades, las mareas y los arrecifes e hijo de Poseidón. Aunque a menudo es un villano de Aquaman, la Mujer Maravilla lo mató después de que asesinó a varios niños. |
| Zeus      | Action Comics #267 (agosto de 1960)          | Zeus es el regente del Olimpo, Rey de los Dioses, dios del cielo, el clima, la autoridad, la rectitud y el equilibrio. Después de la Crisis, se enamoró de la belleza y la gracia de la Mujer Maravilla. Más tarde, Ares usó a su hijo Eros en un complot para hacer que Zeus se enamorara de la amazona Artemisa, lo que enfureció a Hera para que destruyera Themyscira. Más tarde fue derrocado por Atenea, aunque intentó recuperar su trono con la ayuda de Hades y Poseidón. En el Los Nuevos 52, se reveló que Zeus era el padre de la Mujer Maravilla. Después del renacimiento, Zeus apareció como un aliado de la Mujer Maravilla en forma de águila.                                                                        |

## En otros medios

### Televisión

#### Acción en vivo
- En Smallville, Hades era uno de los alias de Darkseid.

#### Animado

##### El Reto de los Súper Amigos
- Afrodita aparece en El Reto de los Súper Amigos de 1978, con la voz de Shannon Farnon en "Origen secreto de los súper amigos" y con la voz de Louise Williams en "La batalla de los dioses". En "Origen secreto de los súper amigos", Afrodita responde a las oraciones de la Reina Hipólita para traer una escultura de una niña que se convierte en la princesa Diana. Cuando se trata de algunas guerras que ocurren fuera de Themyscira, Afrodita le dice a la Reina Hipólita que uno de sus guerreros tendrá que ser un representante secreto en las guerras, haciendo que la Reina Hipólita celebre un concurso. A pesar de que la Legión de la Perdición trató de manipular la pelea para que un Cheetah disfrazada pudiera ganar, la visita de Flash en ese período de tiempo le permite a la princesa Diana disfrazada ganar. Al enterarse de que la ganadora es su propia hija, la reina Hipólita le permite a la princesa Diana convertirse en Mujer Maravilla como forma de cumplir su palabra con Afrodita. En el episodio "La batalla de los dioses", Hera se cansa de la alabanza de Afrodita a los Super Amigos, lo que la llevó a convencer a Zeus para que los supere en diferentes desafíos.

##### Liga de la Justicia y Liga de la Justicia Ilimitada
- Muchos de los dioses han hecho apariciones en las series de animación Liga de la Justicia y Liga de la Justicia Ilimitada. Los dioses que han aparecido incluyen Hades (con la voz de John Rhys-Davies en la Liga de la Justicia en el episodio "Paraíso Perdido" Parte I y II y Bob Joles en la Liga de la Justicia Ilimitada en el episodio "El Equilibrio"),[46] Ares (con la voz de Michael York en el episodio "Halcón y Alondra de la Liga de la Justicia Ilimitada),[47] Hefesto (con la voz de Edward Asner en el episodio "Halcón y Alondra" de la Liga de la Justicia Ilimitada),[48] Hermes (con la voz de Jason Bateman en el episodio "El Equilibrio" de la Liga de la justicia Ilimitada)[49] y Themis (con la voz de Laraine Newman en el episodio "Esta Cerdita" de la Liga de la Justicia Ilimitada).[50]
- Hades Aparece por primera vez en la Liga de la justicia el los episodios "Paraíso Perdido" Parte I y II con la voz de (John Rhys-Davies). Su aspecto es significativamente diferente de la versión de los cómics, con cabello negro y largo, una perilla oscuro y negra con cuernos, además de una armadura de plata. Es un examante de Hippolyta Reina de las Amazonas, la madre de la Mujer Maravilla y posiblemente él es el padre real de la Mujer Maravilla (aunque en los cómics Diana fue un regalo de los dioses a Hippolyta). Su personalidad es también significativamente alterado, ya se ve su posición como el Diablo. Según el episodio paraíso Perdido, (basado el libro de John Milton del mismo nombre) después de un intento fallido de derrocar a Zeus durante la Titanomáquina, Hades fue sentenciado a encarcelamiento y tormento eternos en las fosas del Tártaro, la morada de fuego de los demonios y el mal muerto. Así, Hades hizo un pacto con Félix Fausto (un claro guiño al verdadero Fausto quien hizo un pacto con el Diablo). A través del primer episodio, Hades está mostrado como un ser ardiente capaz de escupir fuego y con cuernos en su cabeza. Hades Aquí estuvo retratado como engañoso y traidor, pero igual parece guapo, luego se reveló su verdadero rostro como el de un monstruo.
- Poseidón apareció en el 15° episodio de la segunda temporada "Más Allá del Terror". Era el gobernante de una antigua Atlántida, el rey Poseidón luchó contra los demonios llamados los "Antiguos". Sabiendo que la única forma de vencerlos para siempre era reunir toda la energía mística en la Tierra, Poseidón reunió toda esta energía en un objeto místico llamado Tridente. Usando esta nueva arma, Poseidón obligó a los "Antiguos" a alejarse de la Tierra para siempre. A cambio de este nuevo poder, la Atlántida se hundió debajo de los mares ya que la energía mística que alguna vez la sostuvo ahora residía en el Tridente.

Liga de la Justicia ilimitada
- En el 4° episodio de la primera temporada "Halcón y Alondra" de la Ares (con la voz de Michael York) le pide a Hefesto una armadura que sea alimentada por la violencia y la lucha, por lo que Hefesto fabrica el "Aniquilador". Ares Lo usa para incentivar un conflicto entre el Norte y Sur de Kasnia, con la esperanza de desestabilizar toda la región y crear más conflicto. Mujer Maravilla junto con Halcón y Alondra intervienen, obligando a Ares a dar marcha atrás después de que estos descubrieran la debilidad del Aniquilador. El traje es confiscado luego por la Liga de la Justicia. Él apareció con el nombre de Tom Sera en el episodio (que deletreado al revés es Ares).

- Temis aparece 5° episodio "Esta Cerdita" de la primera temporada, con la voz de Laraine Newman. Luego de que la hechicera Circe cumpliera su condena en el Tártaro esta va a la tierra y al estar sujeta a la promesa de que no intentara nada en contra de la Reina Hipólita, esta decide atacar a Mujer Maravilla convirtiéndola en Cerdo para luego desaparecer.[51] Batman, Zatanna y Temis convocan a Medusa para hacerle preguntas sobre Circe, ella es traída por el río Styx por el barquero Caronte desde el Tártaro en donde era compañera de Circe. Temis también manifiesta estar contenta de ayudar, ya que la Liga de la Justicia había hecho tantas obras buenas en su nombre. Con una espada y una balanza juzga a Medusa por la información suministrada y reduce su condena.[52][53]

- Hades Regresó en la en el episodio 5° episodio "El Equilibrio" de la segunda temporada, esta vez con la voz de Bob Joles. Mujer maravilla y Chica Halcón fueron convocadas al Inframundo por Hermes, y encontraron que el alma de Fausto quería usurpar la regla de Hades. Se demostró que a los demonios de Tártaro se les enseñado a temer a los ángeles cuándo confundieron a Chica Halcón con uno de ellos. Ella los intimida incluso más, señalando hacia arriba, diciendo que si la tocaban "El Jefe" se enojaria. Hades También le dice a Diana que es el su "padre", diciendo que él y Hippolyta estuvieron juntos. Chica Halcón Entonces instó a la Princesa de las Amazona para utilizar el Lasso de la Verdad en el dios Hades para verificar esta información. Diana escogió no hacerlo, posiblemente porque sabía que podría ser la verdad. A pesar de este, Hades asistió en luchar contra Fausto y decidido atormentar el alma de Fausto por toda la eternidad.

##### DC Super Hero Girls
- Afrodita también aparece en la serie animada DC Super Hero Girls

##### Justice League Action
- Atenea aparece en la serie animada Justice League Action en el episodio "The Trouble with Truth", con la voz de Jessica Walter. Esta versión está acompañada por un búho mecánico llamado Bubo (similar al búho mecánico del mismo nombre de la película Furia de titanes de 1981) que se convierte en su arco cuando ella mágicamente asume su atuendo de batalla. Ella Visita a Mujer Maravilla, donde le dice que hay una oportunidad para un Dios de la verdad en el Monte Olimpo y que le gustaría que llenara ese vacío. Cuando una amenaza involucra al H.I.V.E. Buscando detonar una bomba de fusión de cobalto en los muelles de Metrópolis, Atenea acompaña a Mujer Maravilla, Batman y Flecha Verde a los muelles de Metrópolis. Durante este tiempo, Flecha Verde le pregunta a Atenea si hay una vacante para un arquero para la caza, Atenea le dice a Flecha Verde que Artemisa tiene ese trabajo como diosa de la caza y arquería. Atenea ayuda a Mujer Maravilla, Batman y Flecha a luchar contra el H.I.V.E. Después de que Mujer Maravilla hace una táctica que engañaría al H.I.V.E. Domina la desactivación de la voz de la bomba de fusión de cobalto, dejando a Atenea impresionada con su estrategia. Cuando Flecha le pregunta si necesita un arquero que pueda manejar el amor, Atenea afirma le dice que deberá usar un pañal para ese trabajo.

### Película

#### Acción en vivo
- Varios dioses aparecen en la película aparecen en las películas ambientadas en el Universo extendido de DC:
  - Ares aparece como un gran antagonista en la película de acción en vivo Wonder Woman. En la historia de la reina Hippolyta sobre Ares, que le lee a Diana, Ares fue condenado por los otros dioses por su beligerancia que lo llevó a matar a los dioses, donde las imágenes lo muestran matando a Apolo, Artemisa, Atenea, Hades, Hestia y Poseidón hasta que Zeus lo expulsó del Olimpo con sus rayos. En su último suspiro, Zeus creó Themyscira para las Amazonas y les dejó a la "Mata Dioses" requerido para matar a Ares en caso de que se levantara de nuevo. Esto sucede durante la Primera Guerra Mundial, donde Mujer Maravilla logró matar a Ares.[54]
  - Zeus, Artemisa y Ares también aparecen en la película aparece en la película Liga de la Justicia. Hace 5.000 años, ayudaron a la humanidad, a las Amazonas, a los Atlantes y al Green Lantern Corps a luchar contra Steppenwolf y su ejército de Parademons. Zeus usó un rayo para separar las tres Cajas Madre para evitar que se fusionaran entre sí.

#### Animación
- Zeus, Hera, Ares y Hades aparecen en la película animada de 2009 Wonder Woman. Al principio de la historia se muestra como Siglos atrás en la antigua Grecia, la reina Hipólita y las amazonas libraron una sangrienta batalla contra Ares (con la voz de Alfred Molina)[55] y sus secuaces, y Hipólita mató al hijo de Ares. Estaba lista para matar a Ares también cuando el dios Zeus (con la voz de David McCallum[56])le ordenó que mantuviera su mano contra su hijo. Hera (con la voz de Marg Helgenberger), la esposa de Zeus, lanzó sobre Ares bandas de hierro que lo harían mortal, incapaz de recurrir a la energía psíquica de las almas asesinadas. Ella también trajo a Hippolyta y las amazonas restantes a una hermosa isla paradisíaca. Después de mucho tiempo Deimos (con la voz de John DiMaggio)[57] se enfrenta a Diana, a quien Ares le ha enviado para que la lleve y le traiga sus restos. Ella finalmente lo derrota, pero antes de que pueda extraer cualquier información de él con su lazo mágico, Deimos se convierte en cenizas, dejando atrás su casco y un medallón que Diana reconoce como el de Tartarus, el inframundo. En las cámaras del Tártaro, Hades (con la voz de Oliver Platt) accede a romper las bandas de hierro, lo que le permite usar sus poderes al máximo una vez más. Después de reavivar la lucha tan anhelada de Ares, este es vencido y decapitado por Diana.[58]

- Aunque no aparecen en Justice League: War los Dioses son mencionados brevemente por Mujer Maravilla durante una conversación con Superman sobre los otros cinco héroes, haciendo referencia a Batman como Hades (que es igual de oscuro y misterioso) (notablemente como Maxie Zeus de la serie animada de batman), Linterna Verde como Apollo (el Dios de la Luz), Flash como Hermes (el Mensajero del Olimpo y Dios de la Velocidad), Cyborg como Hefesto (el Herrero del Olimpo y Dios del Metal) y Shazam como Zeus (Dios del Rayo).

### Videojuegos
- Afrodita y Ares aparecen en DC Universe Online.
- Los dioses olímpicos aparecen en Injustice: Dioses entre nosotros. En el final Wonder Woman, Zeus y los dioses olímpicos temen que lo que sucedió en la realidad del régimen pueda suceder por su cuenta y comience una campaña para eliminar a todos los metahumanos. Wonder Woman y sus amazonas comienzan una guerra contra los dioses olímpicos en rebelión por lo que le han hecho a los otros metahumanos y Zeus y los otros finalmente son derrotados con las amazonas convirtiéndose en los nuevos gobernantes en su lugar. Además, Ares aparece como personaje villano jugable y Atenea aparece brevemente durante la escena de introducción de lucha de la Mujer Maravilla. Atenea aparece por otro lado aparece en la animación introductoria de la Mujer Maravilla, dándole a Diana su Lazo de la Verdad para la pelea que se avecina.

- En Scribblenauts Unmasked: A DC Comics Adventure, la versión de los nuevos 52, Ares es uno de los miles de caracteres que pueden ser convocados por el jugador.

### Juguetes
- DC Direct lanzó una figura de acción de Ares en 2001 así como a las Amazonas y otros adversarios en la línea de figuras de acción de la Mujer Maravilla. Mattel lanzó una figura de acción de Ares en 2008 como parte de su universo DC Classics línea de juguetes. Ares es también forma parte de la línea de figuras de acción de la película de acción real Wonder Woman de 2017.